# Eduardo Clemente Nunes Pereira
Eduardo Clemente Nunes Pereira (Câmara de Lobos, 23 de Novembro de 1887 — Funchal, 3 de Março de 1976) foi um sacerdote católico, jornalista e publicista que se destacou no campo da história e da etnografia da Madeira.

## Biografia
Nasceu em Câmara de Lobos, ilha da Madeira, filho de João Nunes Pereira, comerciante, e de Virgínia Cândida Hortênsia, naturais do concelho de Câmara de Lobos. Após concluir o ensino secundário, na vertente de letras, no Liceu Nacional do Funchal, ingressando depois no Seminário do Funchal onde concluiu o curso de teologia. Concluído o curso, em 17 de maio de 1913, foi ordenado presbítero no Colégio dos Inglesinhos, em Lisboa. Celebrou a sua missa nova na igreja de São Sebastião de Câmara de Lobos, a 13 de junho de 1913, sendo colocado na Sé Catedral do Funchal. Enquanto colocado na Sé, foi pároco substituto nas paróquias de Quinta Grande e Campanário.
Com a entrada de Portugal na Primeira Guerra Mundial, em 1916 foi recrutado para frequentar a Escola de Oficiais Milicianos em Lisboa, exercendo as funções de capelão no Exército Português. Terminada a guerra, permaneceu no Funchal, onde responsabilidades familiares, resultantes do falecimento prematuro do seu pai, obrigaram-no a acumular a docência liceal com o trabalho sacerdotal. Também se dedicou ao jornalismo, colaborando em múltiplos periódicos da Madeira e de Lisboa. Foi procurador à Junta Geral do Distrito Autónomo do Funchal.
A actividade como publicista e jornalista iniciou-se pelo seu trabalho na revista Esperança, órgão dos alunos do Seminário Diocesano do Funchal, do qual passou a chefe de redacção, quando este se transformou no Quinzena Religiosa, Madeirense e Boa Nova (estes dois últimos, continuação como novas séries do primeiro).

## Obras
Entre muitas outras, é autor das seguintes obras:
- Ilhas de Zargo
- Delenda est Carthago
- Golpes
- Nossa Senhora do Carmo
- Como se vence
- Lenda Histórica
- Cristóvão Colombo 1957
- A lenda de Machim
- Infante D. Henrique e Geografia Histórica das Capitanias da Madeira
- Piratas e Corsários nas Ilhas Adjacentes (lenda histórica)
- Arte Religiosa na Madeira
- V Centenário Henriquino sua Projecção na História Madeirense